# 5695 Remillieux
Az 5695 Remillieux (ideiglenes jelöléssel 4577 P-L) a Naprendszer kisbolygóövében található aszteroida. Cornelis Johannes van Houten,  Ingrid van Houten-Groeneveld,  Tom Gehrels fedezte fel 1960. szeptember 24-én.